# Cyperus sensilis
Cyperus sensilis är en halvgräsart som beskrevs av Baijnath. Cyperus sensilis ingår i släktet papyrusar, och familjen halvgräs. IUCN kategoriserar arten globalt som nära hotad.
Artens utbredningsområde är KwaZulu-Natal. Inga underarter finns listade i Catalogue of Life.